# Aeropuerto Punta Huete
El Aeropuerto Punta Huete (IATA: MNFC, OACI: MNFC) es un aeropuerto militar ubicado al norte de la capital de Nicaragua fue construido en los años 80 para uso exclusivo de aviones de combate. 
EL 16 de octubre de 2023 el gobierno de Nicaragua firmó un préstamo con la República Popular de China por 400 millones de dólares para la reconstrucción, ampliación y modernización del aeropuerto. La empresa China CAMC Engineering será la encargada de ejecutar el proyecto. La duración pronosticada de la construcción es de 48 meses(4 años) ; las obras comenzaron el 15 de agosto de 2024.
Actualmente es administrado por el Ejército de Nicaragua y se considera como aeropuerto alterno al Aeropuerto Internacional Augusto C. Sandino ante cualquier emergencia donde este pueda quedar inhabilitado. Tiene una pista de 3006 metros siendo la más larga del país y habilitada para recibir aviones de gran envergadura.
Está pista será ampliada a 3600 metros, Dando Un Total De 3606Mts